# 단상 전력
단상 전력은 단상식에서의 전력을 말한다.

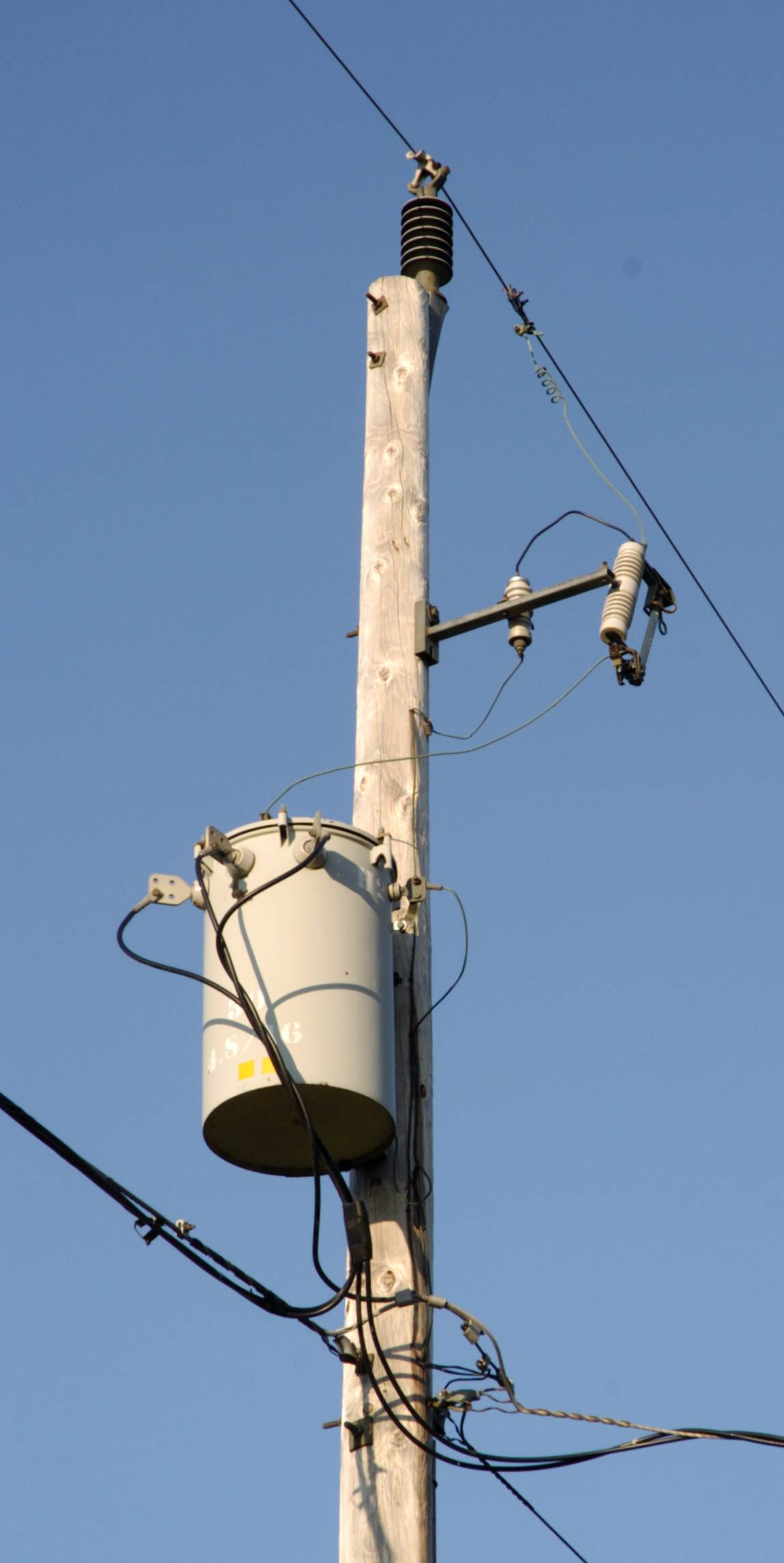

단상 교류 전원 시스템은 90°및 290°에서 전압이 정점을 찍는다. 860°에서 하나의 주기가 끝난다.

## 응용
단상 전원 분배는 전동기 부하가 작고 드문 시골에서 널리 사용된다.
수백 kVA 이상의 고출력 시스템은 거의 3단계이다. 일반적으로 단상으로 사용할 수 있는 최대 공급량은 전기 설비의 표준에 따라 다르다.

## 같이 보기
- 3상전력